# 謝訥
謝訥（1465年—？），字尚敏，湖廣衡州府耒陽縣人，軍籍，明朝政治人物。

## 生平
弘治五年（1492年）壬子科湖廣鄉試第三名舉人。弘治十八年（1505年）中式乙丑科會試第八十四名，二甲第九十一名進士。正德二年（1507年）三月授户科給事中，四年四月升本科右，五年二月升刑科左，升工科都給事中。七年闰五月奉使册封诸王府。

## 家族
曾祖謝永昌；祖父謝必賢，知州；父謝文祥，縣丞前監察御史。母李氏。慈侍下。兄謝諮（府通判）、谢谊（贡士）。弟谔、誨、言、訪。